# Cris Joven
Cris Joven, né le 25 mai 1986 à Parañaque, est un coureur cycliste philippin.

## Biographie
En 2011, Cris Joven se classe deuxième d'une étape du Tour des Philippines. L'année suivante, il s'impose sur le Tour de Jakarta,.
En 2014, il rejoint l'équipe continentale philippine 7 Eleven-Road Bike Philippines. 

## Palmarès
- 2011
  - Ibig Cycling Classic
- 2012
  - 2e étape de la Ronda Pilipinas
  - Tour de Jakarta
- 2014
  - 2e et 12e étapes de la Ronda Pilipinas
- 2017
  - 4e étape de la Ronda Pilipinas
  - 3e de la Ronda Pilipinas
- 2018
  - 3e étape de la Ronda Pilipinas

## Classements mondiaux
| Année         | 2011 | 2012 | 2013 | 2014 |
| ------------- | ---- | ---- | ---- | ---- |
| UCI Asia Tour | 283e | 73e  |      | 427e |